# Hoplophorella vitrina
Hoplophorella vitrina är en kvalsterart som först beskrevs av Berlese 1913.  Hoplophorella vitrina ingår i släktet Hoplophorella och familjen Phthiracaridae. Inga underarter finns listade i Catalogue of Life.